# Plaza del Siglo
La plaza del Siglo es una plaza del centro histórico de la ciudad de Málaga, España. Está situada en la confluencia de las calles Granada, Duque de la Victoria y Molina Lario, aunque desde la remodelación urbanística de su entorno en 2005, forma un mismo espacio urbano con las vecinas plazas de Spínola y del Carbón.
Se trata de un espacio público surgido a raíz de las desamortizaciones decimonónicas y las remodelaciones de calle Granada. Recibe su nombre por la inminente llegada del nuevo siglo XX tras su inauguración. Durante unos años se llamó plaza de Manuel Loring, en honor al alcalde malagueño que fue asesinado en la plaza.
En ella se encuentra la escultura Panta rei.